# استخوان‌خور تنومند
استخوان‌خور تنومند (نام علمی: Leptoptilos robustus) نام یک گونه از سرده لک‌لک‌های گرمسیری است.